# Supertrion
Supertrion var en supergrupp inom dansbandsgenren i början av 1990-talet, som bestod av Christer Sjögren (känd från Vikingarna), Sven-Erik Magnusson (känd från Sven-Ingvars) och Sten Nilsson (känd från Sten & Stanley). Trion uppträdde på dansbandsgalor .

## Diskografi

### Singlar
- "Det är skönt att komma hem" / "Sån't är livet" ("You Can Have Her") – 1990
- "Som ett ljus (Var jag går i skogar, berg och dalar)" / "Kanske, kanske" – 1990
- "Vi har en egen dröm" / "Sån't är livet" / "Chanson d'Amour" – 1992

## Melodier på Svensktoppen
- "Det är skönt att komma hem" – 1990[2]
- "Vi har en egen dröm" – 1992[3]–1993[4]